# Metropolitano de Vancouver

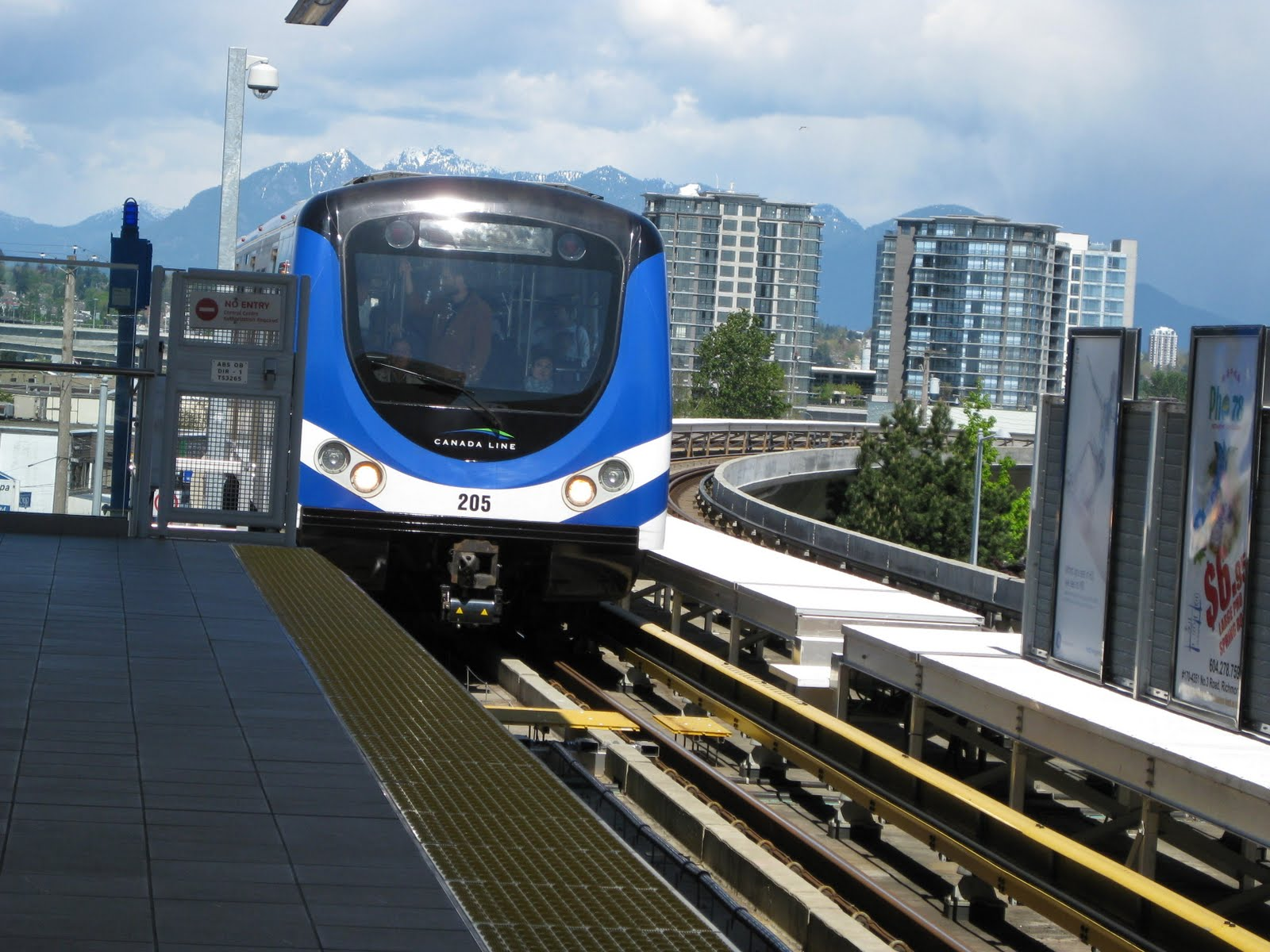
Vancouver SkyTrain

O Metrô de Vancouver (SkyTrain) é um sistema de metropolitano ligeiro da Grande Vancouver, província da Colúmbia Britânica, no Canadá.  Ele usa a tecnologia Advanced Rapid Transit da Bombardier, com trens completamente automatizados que percorrem trilhas elevadas na maior parte do percurso. Em sua história, não houve descarrilamentos ou colisões.

## Operação
O SkyTrain é operado sob contrato da TransLink, uma agência governamental de transporte.
Os 79,6 km de extensão do sistema o tornam o mais extenso sistema automatizado de trânsito ligeiro do mundo.  Ele também usa a maior ponto exclusiva a trânsito ligeiro, a Skybridge , que atravessa o rio Fraser. Há um total de 53 estações, operando em três linhas:Expo Line, Millennium Line e Canada Line.

Linhas do Vancouver SkyTrain

| Linha           | Início de operações | Extensão novembro de 2018 | Estações | Estações terminais | Estações terminais        | Tempo de viagem | Frequência      | Frequência           | Frequência combinada | Frequência combinada |
| Linha           | Início de operações | Extensão novembro de 2018 | Estações | Estações terminais | Estações terminais        | Tempo de viagem | Horário de pico | Horário fora de pico | Horário de pico      | Horário fora de pico |
| --------------- | ------------------- | ------------------------- | -------- | ------------------ | ------------------------- | --------------- | --------------- | -------------------- | -------------------- | -------------------- |
| Expo Line       | 1985                | 28,9 km (18,0 mi)         | 20       | Waterfront         | King George               | 40 min          | 2–5 min         | 6–10 min             | 2–3 min              | 3–5 min              |
| Expo Line       | 2016                | 29,7 km (18,5 mi)         | 20       | Waterfront         | Production Way–University | 41 min          | 6–7 min         | 6–10 min             | 2–3 min              | 3–5 min              |
| Millennium Line | 2002                | 25,5 km (15,8 mi)         | 17       | VCC–Clark          | Lafarge Lake–Douglas      | 36 min          | 3–4 min         | 6–10 min             | —                    | —                    |
| Canada Line     | 2009                | 14,4 km (8,9 mi)          | 13       | Waterfront         | Richmond–Brighouse        | 25 min          | 6 min           | 6–20 min             | 3 min                | 3–10 min             |
| Canada Line     | 2009                | 15,1 km (9,4 mi)          | 13       | Waterfront         | YVR–Airport               | 26 min          | 6 min           | 6–20 min             | 3 min                | 3–10 min             |

1. 1 2 3 4  Expo Line service is interlined for 16 stations, accounting for 22,2 km (13,8 mi) of route, between Waterfront and Columbia.
2. 1 2  Additional peak hour only service operates between Waterfront and Commercial–Broadway.
3. 1 2 3 4  Expo and Millennium Line service is interlined for two stations, accounting for 1,8 km (1,1 mi) of route, between Lougheed Town Centre and Production Way–University.
4. ↑  Evergreen Extension started revenue service on December 2, 2016.
5. 1 2 3 4  Canada Line service is interlined for 10 stations, accounting for 11,1 km (6,9 mi) of route, between Waterfront and Bridgeport.